# Erin Moriarty
Erin Elair Moriarty (sinh ngày 24 tháng 6 năm 1994) là nữ diễn viên người Mỹ. Cô nổi tiếng với vai Annie January/Starlight trong sê-ri phim siêu anh hùng The Boys (2019–nay). Trước đó, cô từng tham gia các phim Jessica Jones (2015), True Detective (2014) và Red Widow (2013). Ở lĩnh vực điện ảnh, cô đã xuất hiện trong các phim như The Kings of Summer, Captain Fantastic.

## Tiểu sử
Moriarty sinh ra và lớn lên ở Thành phố New York. Cô bắt đầu diễn xuất từ năm 11 tuổi với vai đầu tay Annie trong vở kịch cùng tên năm 2005. Sau khi tốt nghiệp trung học, cô theo đuổi nghề diễn xuất chuyên nghiệp.

## Sự nghiệp
Moriarty có vai diễn truyền hình đầu tiên trong các phim One Life to Live và Law & Order: Special Victims Unit khi cô còn là thiếu niên. Sau đó cô tiếp tục đóng các phim hài The Watch năm 2012 và The Kings of Summer năm 2013.
Cũng trong năm 2013, cô đóng vai phụ trong phim khoa học viễn tưởng After the Dark và vai Audrey Hart trong mùa một của phim True Detective. Tháng 9 năm 2014, Erin Moriarty được trang IndieWire liệt kê là một trong những diễn viên dưới 20 tuổi xuất sắc nhất. Cùng năm, cô đóng phim điện ảnh Ouija nhưng sau đó các phân cảnh của cô đã bị cắt và phim được ghi hình lại.

## Danh sách phim

### Điện ảnh
| Năm  | Tên                                    | Vai                | Ghi chú | Ct     |
| ---- | -------------------------------------- | ------------------ | --- | ------ |
| 2012 | The Watch                              | Chelsea McAllister | |        |
| 2013 | The Kings of Summer                    | Kelly              | |        |
| 2014 | After the Dark                         | Vivian             | |        |
| 2016 | Blood Father                           | Lydia Link         | |        |
| 2016 | Captain Fantastic                      | Claire McCune      | Đề cử — Giải SAG cho dàn diễn viên điện ảnh xuất sắc nhất Đề cử — Giải Hội đồng phê bình phim Seattle cho Dàn diễn viên xuất sắc nhất |        |
| 2016 | Within                                 | Hannah Alexander   | |        |
| 2017 | Kong: Skull Island                     |                    | Vai khách mời |        |
| 2018 | The Miracle Season                     | Kelley Fliehler    | |        |
| 2018 | The Extraordinary Journey of the Fakir | Marie Rivière      | |        |
| 2018 | Driven                                 | Katy Connors       | |        |
| 2018 | Monster Party                          | Alexis Dawson      | |        |
| 2021 | Pakiri                                 |                    | |        |
| 2023 | Catching Dust                          | Geena              | |        |
| TBA  | True Haunting                          | Marsha Becker      | Hậu kỳ | [ 13 ] |